# Sonia Gandhi
Sonia Gandhi (en idioma hindi: सोनिया गांधी), (Lusiana, Itàlia, 9 de desembre de 1946), és una dona política ex presidenta del Partit del Congrés de l'Índia. És vídua de Rajiv Gandhi, que va ser primer ministre de l'Índia.
Tant el marit de Sonia Gandhi, Rajiv, com la seva sogra Indira, que també exerciren el càrrec de primers ministres, varen ser assassinats. El novembre de 1997 el Partit del Congrés va retirar el seu suport al Front Unit, i va provocar eleccions el febrer de 1998 i els líders del Partit van instar Sonia Gandhi per assumir el lideratge del partit, que va acceptar set anys després de l'assassinat de Rajiv Gandhi, el seu marit i antic primer ministre de l'Índia, i va romandre en el càrrec fins al 2017 després d'haver servit durant vint-i-dos anys, quan va agafar el relleu el seu fill Rahul Gandhi però va tornar al càrrec el 2019 després de la dura derrota a les eleccions generals índies de 2019 i va romandre com a presidenta durant tres anys més.